# Venkov (deník)
Venkov byl český agrární deník, v letech 1906 až 1938 ústřední tiskový orgán agrární strany, v období protektorátu (1939–1945) jeden z listů Národního souručenství. V letech 1914 až 1941 vycházel spolu s Venkovem také odpolední list Večer.
Během monarchie byl provládním tiskem. Stejně jako i další agrárnické tiskoviny, i tento deník vydával podnik Novina, Českomoravské podniky tiskařské a vydavatelské, nakladatelství ve vlastnictví Republikánské strany zemědělského a malorolnického lidu, tj. agrárníků. Venkov byl celorepublikově dostupný list. Díky práci šéfredaktora Karla Jonáše do něj přispívali například F. X. Šalda, Arne Novák, Isidor Zahradník a další. V problematickém období okupace se naopak klíčovou osobností Venkova stal kolaborant Vladimír Krychtálek.